# Lufttransportführer Mittelmeer
Lufttransportführer Mittelmeer war ab dem 6. Februar 1942 die Bezeichnung einer Dienststellung bzw. einer Kommandobehörde auf Brigadeebene der deutschen Luftwaffe im Zweiten Weltkrieg. Ihre Hauptaufgabe war das Führen von Transportfliegerverbänden, die mit ihren Transportflugzeugen Personal und Material von Italien auf den nordafrikanischen Kriegsschauplatz brachten.

## Geschichte
Die Kommandobehörde des Lufttransportführers Mittelmeer wurde am 6. Februar 1942 in der italienischen Hauptstadt Rom aufgestellt. In dieser Zeit war Italien seit dem 27. September 1940 über den Dreimächtepakt mit dem Deutschen Reich verbündet. Ihre Hauptaufgabe war das Führen von Transportfliegerverbänden zum Transport von Personal und Material für die deutschen Verbände in Nordafrika im Afrikafeldzug. Von November 1942 bis April 1943, während des Tunesienfeldzugs, existierte zusätzlich zum Hauptquartier in Rom eine vorgeschobene Befehlsstelle auf dem Flughafen Trapani-Milo auf Sizilien. Die Kommandobehörde war der Luftflotte 2 unterstellt. Am 21. April 1943, kurz vor der Kapitulation der deutschen und italienischen Verbände in Nordafrika am 13. Mai, wurde sie aufgelöst.

## Lufttransportführer
| Dienstgrad     | Name                | Datum                                 |
| -------------- | ------------------- | ------------------------------------- |
| Oberstleutnant | Ludwig Beckmann     | 16. August 1942 bis 1. September 1942 |
| Oberstleutnant | Adolf-Herbert Jäkel | 1. September 1942 bis 1. Februar 1943 |
| Oberst         | Rudolf Starke       | Januar 1943 bis 5. Februar 1943       |
| Oberst         | Ulrich Buchholz     | 6. Februar 1943 bis 21. April 1943    |

## Unterstellte Verbände
| 28. Juni 1942 | |
| --- | --- |
| 28. Juni 1942 | III. und IV./Kampfgeschwader z. b. V. 1; I./Luftlandegeschwader 1; Seetransportstaffel 222; Kampfgruppe z. b. V. 400; Kampfgruppe z. b. V. 600; Kampfgruppe z. b. V. 800 |
| 1. April 1943 | |
| II./Kampfgeschwader z.b.V. 323; Kampfgruppe z.b.V. 800; I., III. und IV./Kampfgeschwader z.b.V. 1; Kampfgruppe z.b.V. 106; Kampfgruppe z.b.V. 600; Lufttransportstaffel 290; Savoia-Staffel | |